# Aligoté

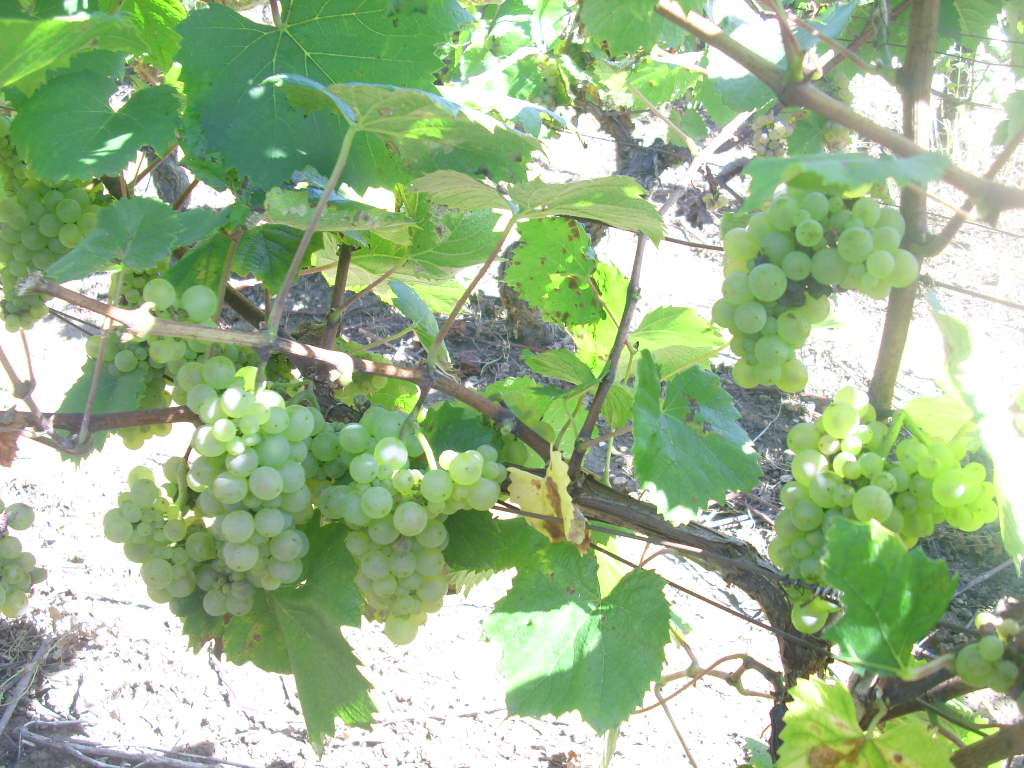
Aligoté, Mellecey, Saône-et-Loire, Burgundsko

Aligoté je raná až středně raná moštová odrůda révy vinné (Vitis vinifera), používaná k výrobě suchých bílých vín, Jde o spontánního křížence odrůd Pinot a Gouais blanc. Pochází pravděpodobně z francouzského vinařského regionu Burgundsko, kde je poprvé písemně zmíněna v 18. století.

## Popis
Réva vinná (Vitis vinifera) odrůda Aligoté je jednodomá dřevitá pnoucí liána dorůstající v kultuře až několika metrů. Kmen tloušťky až několik centimetrů je pokryt světlou borkou, která se loupe v pruzích. Úponky révy jsou středně dlouhé, umožňují této rostlině pnout se po pevných předmětech. Růst je středně bujný až bujný, s polovzpřímenými letorosty. Vrcholky letorostů jsou zelené, středně silně pigmentované antokyaniny, s lehkým červeným nádechem a s karmínovými okraji, velmi silně bíle vlnatě ochmýřené. Internodia a nodia jsou karmínově červená, někdy částečně zelená, bez ochmýření. Mladé lístky jsou světle žlutozelené s bronzovým nádechem, slabě pigmentované antokyaniny, apikální lístky mají karmínové zoubkování a jsou z obou stran silně ochmýřené, bazální jsou pavučinovitě ochmýřené. Jednoleté réví je žlutavě hnědé až červenohnědé, na uzlech s modrofialovým nádechem, rýhované, eliptického průřezu.
Dospělé listy jsou střední až velké, pentagonální až okrouhlé, nečleněné či třílaločnaté s mělkými výkroji, okraj listu je ostře, středně výrazně, nepravidelně zoubkovaný, podehnutý, povrch listu je tmavozelený, lesklý, mírně puchýřnatý, rub listu je jemně obrvený až plstnatý, řapíkový výkroj je otevřený, lyrovitý s ostrým dnem či lancetovitý, vzácněji uzavřený s průsvitem a s oblým dnem, řapíky jsou kratší či stejně dlouhé, jako medián listu, zprvu zelené, později postupně až vínově červené barvy, žilnatina v okolí napojení řapíku je středně silně pigmentovaná antokyaniny. Podzimní barvu listů je citronově žlutá.
Oboupohlavní pětičetné květy v hroznovitých květenstvích jsou žlutozelené, samosprašné. Plodem je malá až středně velká (12–15 mm, 1,8 g), okrouhlá bobule jednotné barvy a velikosti, která je někdy v hustých hroznech deformovaná, je průměrně ojíněná, se silnou slupkou zelenožluté, bělavě žluté až zlatožluté barvy, s tmavohnědými tečkami, na osluněné straně s červenavým nádechem. Dužnina je velmi šťavnatá, nezbarvená, jednoduché a příjemné chuti, s 1–2 semeny. Stopečky bobulí jsou středně dlouhé, obtížně oddělitelné. Hrozen je malý až středně velký (11–15 x 8–10 cm, 103 g), poměrně kompaktní, ale řidší, než u odrůd rodiny Pinot, válcovitý až kuželovitý, často okřídlený, se středně dlouhou (4 cm), průměrně lignifikovanou stopkou.

## Původ a rozšíření
Aligoté je moštová odrůda vinné révy (Vitis vinifera), spontánní kříženec odrůd Pinot a Gouais Blanc. Poprvé je odrůda písemně zmíněna v 18. století z Burgundska, odkud pravděpodobně pochází, dodnes je zde druhou nejčastěji pěstovanou bílou odrůdou, ale je vytlačována v současné době oblíbenějšími odrůdami. Tvoří zde například součást vín AOC Bourgogne Aligoté, Bouzeron, Beaujolais-Villages, Bourgogne ordinaire, Bourgogne Grand ordinaire, Crémant de Bourgogne atd., najdeme ji hlavně v departementech Côte-d'Or a Saône-et-Loire.
Mimo Burgundsko odrůdu dále ve Francii najdeme v oblastech Beaujolais a Savojsko, celkově byla roku 2011 ve Francii vysazena v sedmi klonech na 1.971 hektarech. Pěstuje se například i ve Švýcarsku, roku 2007 na 21,3 ha, v Kalifornii, na Kypru, v Maďarsku, v Moldavsku, ale hlavně v černomořské oblasti, v zemích bývalého Sovětského Svazu (10.000 ha), v Rumunsku (10.000 ha), v Bulharsku (2.000 ha), v Gruzii a na Ukrajině. Celosvětově byla roku 2004 vysazena na 45.000 hektarech.
Odrůda není zapsána do Státní odrůdové knihy České republiky a není ani odrůdou, povolenou k výrobě zemských vín. Velmi ojediněle ji najdeme ve starých vinicích, převážně u malopěstitelů.

## Název
Název odrůdy je nejasného původu, dříve užívané synonymum Plant de Trois Raisins, v překladu z francouzštiny „réva tří hroznů“, se vztahuje k velkým výnosům, Aligoté totiž může dávat až 65 hl na hektar.
Další, lokálně používaná synonyma odrůdy jsou : Алиготе, Мухранули, План гри, Грисе блан (vše Rusko), Aligotay, Alligotay, Alligoté, Blanc de Troyes, Carcairone Blanc, Carcarone, Carchierone, Chaudenet, Ch. Gras, Giboudot Blanc, Giboulot, Griset Blanc, Karkarone Blank, Melon de Jura, Mukhranuli, Pistone, Plant de Trois, P.d.T. de la grande Espese (mylně), P. d.T. Raisins, P. Gris, Purion Blanc, Selon Molon, S. Odart, Troyen Blanc, Vert Blanc.

## Mutace odrůdy
Ve Francii, v oblasti Burgundska, se pěstuje odrůda Aligoté Vert (Plant de Troys de la Grande Espese). Je pravděpodobně mutací odrůdy Aligoté, dává ještě podstatně vyšší výnosy a v dobrých ročnících při redukované sklizni je schopna poskytnout vynikající, suchá odrůdová vína, určená k pití jako mladá, tvořící součást vín především AOC Bouzeron. Potenciál zrání těchto vín je nevelký. V horších ročnících je vína užíváno do kupáží. Ve stejné oblasti najdeme další pravděpodobnou mutaci, odrůdu Aligoté Doré se zlatavými hrozny, která je sice nepříliš výnosná, ale dosahuje vyšší cukernatosti hroznů a dává vína bohatšího aroma, svěží a ovocitá. Vína se obvykle pijí do tří let po lahvování, ovšem k dosažení plnosti a harmonie mohou vyzrávat až deset let. A do třetice, je tu i mutace Aligoté Rouge (Plant de Troys de la Moyenne), která je pěstována též ve Francii, v oblasti Burgundska a je zde užívána k výrobě cuvée bílých vín.

## Pěstování
Letorosty vyzrávají na 80–85 %, plodnost dřeva je 80–84 %, počet hroznů na výhon 0,8, na plodonosný 1,5–1,7. Výnosy se obvykle pohybují v rozmezí 9–14 t/ha. Na úrodných půdách v nížinách je třeba redukce výnosů pro zlepšení kvality moštu. Cukernatost moštu bývá 15–23 g/100 ml při aciditě 7,5–10,4 g/l. Mrazu odolává odrůda středně dobře, do −21 °C. Vhodný je řez na 4–6 oček, z podnoží vyhovují SO-4, K 5BB či T 8B.

### Fenologie
Vegetační cyklus odrůdy trvá 145 dní při sumě aktivních teplot (SAT) 2766 °C. Odrůda raší raně, kvete velmi raně, dozrává 6 dnů po Chasselas, v podmínkách Oděse v polovině září.

### Choroby a škůdci
Za vlhka jsou bobule napadány plísní šedou (Botrytis cinerea), odrůda je dále citlivá vůči plísni révové (Plasmopara viticola), zejména květenství, je méně náchylná k padlí révovému (Uncinula necator), často je napadána obaleči.

### Poloha a půdy
Dobře prospívá na úrodnějších půdách, na hnědozemi a černozemi, ale i na půdách jílovitých.

## Víno

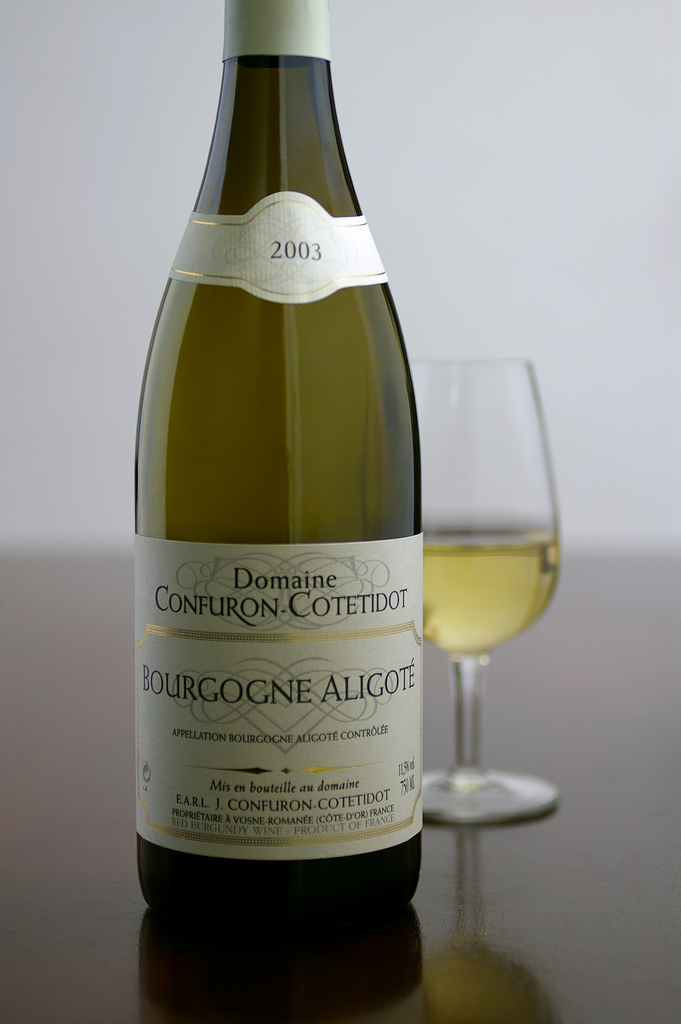
Bourgogne Aligoté

Ve srovnání s Chardonnay jsou vína jednodušší, plošší a drsnější, mají kratší životnost a nejsou příliš vhodná ke zrání v barikových sudech. Nejlepších výsledků dosahuje odrůda na vinicích v okolí Bouzeron (například výrobce Domaine de la Romanée-Conti). Nejlepší Aligoté je veselé, ovocité víno, prosté, chutné, neutrální, ale živější, s vyšším obsahem kyselin, které se dobře hodí jako aperitiv nebo k masitým pokrmům.
Hrozny slouží v Burgundsku tradičně též k výrobě nápoje zvaného „Kir“, což je bílé víno, smísené s černorybízovým likérem, po kterém získává typickou cassis chuť. Nápoj, původně nazývaný pouze „blanc-cassis“, nese jméno bývalého starosty Dijonu, Félixe Kira (1876–1968), který nápoj po druhé světové válce zpopularizoval.
Obecně je Aligoté živější víno středního těla s vyšší aciditou. V chuti a vůni lze najít citrusové plody, lískové oříšky, zelená jablka, broskve, akátový květ, vanilku, z některých poloh i květ černého bezu. Odrůdová vína nejsou příliš vhodná pro dlouhé ležení na sudu ani zrání na láhvi.
Překvapivá svým typem a svou chutí mohou být některá vína z Maďarska, Gruzie, Ukrajiny, Moldavska, Kazachstánu apod. Mladší generace preferuje evropský styl vín, která se pijí jako mladá, ale starší generace konzumuje vína mnohdy po archivaci delší než 10 let. Jsou to vína zcela nepodobná typickým francouzským Aligoté, jsou zoxidovaná a kyseliny jsou rozložené. Výsledek lze přirovnat k velmi starému suchému sherry. V zemích východního bloku se Aligoté často užívá i k výrobě průměrně ceněných šumivých vín.

### Multimédia
- Martin Šimek : Encyklopédie všemožnejch odrůd révy vinné z celýho světa s přihlédnutím k těm, co již ouplně vymizely, 2008–2012